# Eparchia kałaczowska
Eparchia kałaczowska – jedna z eparchii Rosyjskiego Kościoła Prawosławnego, z siedzibą w Kałaczu nad Donem.
Eparchia została erygowana decyzją Świętego Synodu Rosyjskiego Kościoła Prawosławnego z 15 marca 2012 poprzez wydzielenie z eparchii wołgogradzkiej i kamyszyńskiej. Od momentu powstania jest częścią składową metropolii wołgogradzkiej. Początkowo nie posiadała ordynariusza, zaś obowiązki locum tenens pełnił metropolita wołgogradzki i kamyszyński German (Timofiejew). Od 2013 ordynariuszem eparchii jest biskup Jan (Kowalenko).
Eparchia obejmuje teren rejonów bykowskiego, iłowlińskiego, kałaczowskiego, kletskiego, kotielnikowskiego, lenińskiego, nikołajewskiego, oktiabrskiego, pałłasowskiego, swietłojarskiego, sriednieachtubińskiego, staropołtawskiego, surowikińskiego i czernyszkowskiego obwodu wołgogradzkiego.
W skład eparchii wchodzą 73 parafie, zgrupowane w 7 dekanatach: iłowlińskim, kałaczowskim, kletskim, kotielnikowskim, nikołajewskim, swietłojarskim i wołżskim.
Na terenie eparchii działają 3 monastery:
- monaster św. Gabriela Archanioła w Barbaszach, męski
- monaster Wniebowstąpienia Pańskiego w Kremieńskiej, męski
- monaster Świętych Sergiusza i Hermana Wałaamskich w Wołżskim, męski.